# Campionati europei di ciclismo su pista - Chilometro a cronometro

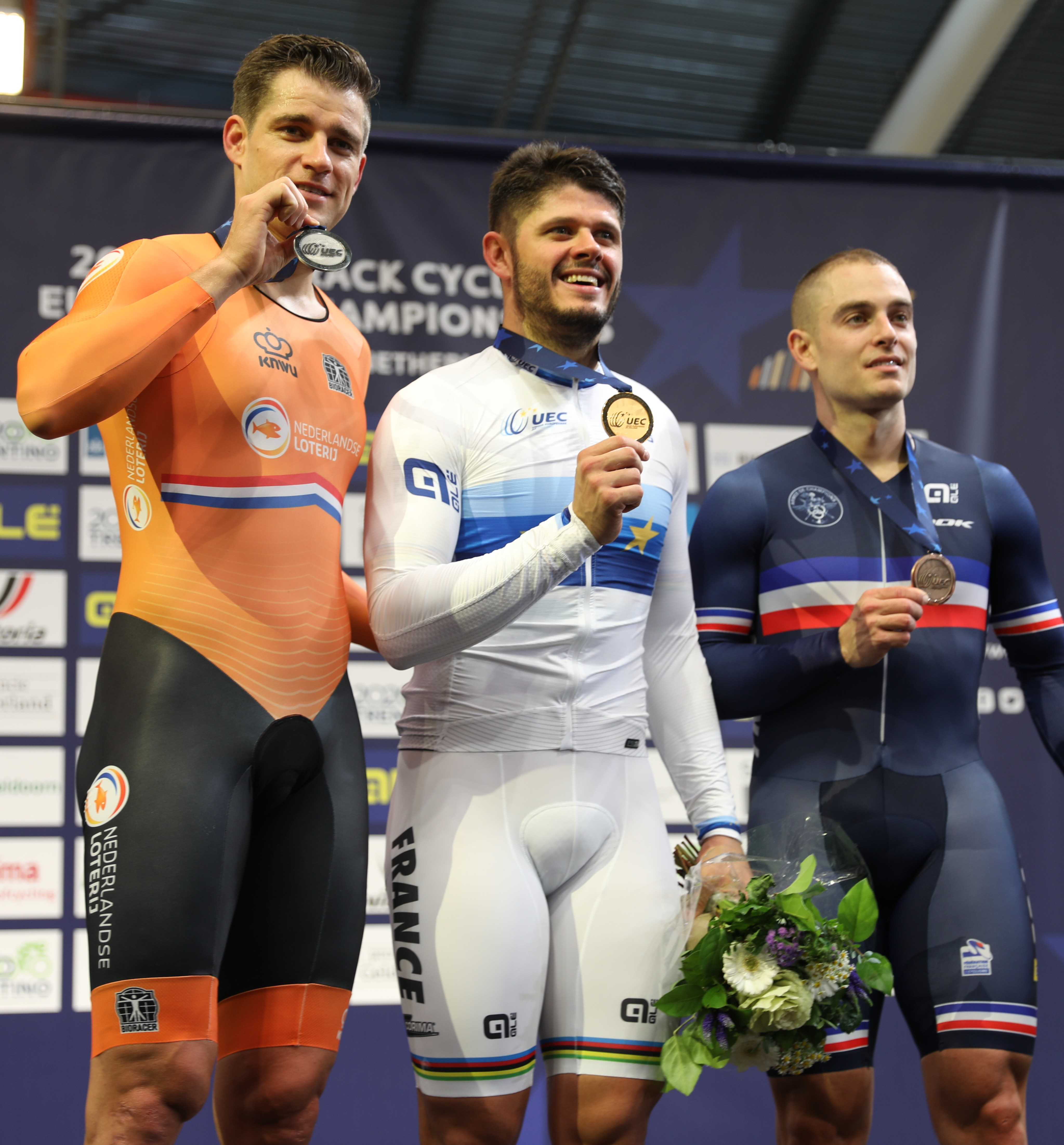
Il podio dell'edizione 2019: da sinistra Theo Bos, Quentin Lafargue, Michaël D'Almeida

Il chilometro a cronometro è una delle prove inserite nel programma dei campionati europei di ciclismo su pista. Gara open, esclusivamente maschile (la prova femminile si svolge sulla distanza dei 500 metri), è parte del programma dalla quinta edizione dei campionati, nel 2014.

## Albo d'oro
Aggiornato all'edizione 2025.
| Anno | Vincitrice        | Secondo             | Terzo               |
| ---- | ----------------- | ------------------- | ------------------- |
| 2014 | Callum Skinner    | Joachim Eilers      | Quentin Lafargue    |
| 2015 | Jeffrey Hoogland  | Joachim Eilers      | Robin Wagner        |
| 2016 | Quentin Lafargue  | Eric Engler         | Tomáš Bábek         |
| 2017 | Jeffrey Hoogland  | Joachim Eilers      | Quentin Lafargue    |
| 2018 | Matthijs Büchli   | Joachim Eilers      | Sam Ligtlee         |
| 2019 | Quentin Lafargue  | Theo Bos            | Michaël D'Almeida   |
| 2020 | Tomáš Bábek       | Ethan Vernon        | Jonathan Milan      |
| 2021 | Jeffrey Hoogland  | Sam Ligtlee         | Patryk Rajkowski    |
| 2022 | Melvin Landerneau | Matteo Bianchi      | Maximilian Dörnbach |
| 2023 | Jeffrey Hoogland  | Alejandro Martínez  | Maximilian Dörnbach |
| 2024 | Matteo Bianchi    | Daan Kool           | Melvin Landerneau   |
| 2025 | Matteo Bianchi    | Maximilian Dörnbach | David Peterka       |

## Medagliere
| Pos.   | Paese         | Oro | Argento | Bronzo | Totale |
| ------ | ------------- | --- | ------- | ------ | ------ |
| 1      | Paesi Bassi   | 5   | 3       | 1      | 9      |
| 2      | Francia       | 3   | 0       | 4      | 7      |
| 3      | Italia        | 2   | 1       | 1      | 4      |
| 4      | Gran Bretagna | 1   | 1       | 0      | 2      |
| 5      | Rep. Ceca     | 1   | 0       | 3      | 4      |
| 6      | Germania      | 0   | 6       | 2      | 8      |
| 7      | Spagna        | 0   | 1       | 0      | 1      |
| 8      | Polonia       | 0   | 0       | 1      | 1      |
| Totale | Totale        | 12  | 12      | 12     | 36     |

| Pos. | Atleta              | Oro | Argento | Bronzo | Totale |
| ---- | ------------------- | --- | ------- | ------ | ------ |
| 1    | Jeffrey Hoogland    | 4   | 0       | 0      | 4      |
| 2    | Matteo Bianchi      | 2   | 1       | 0      | 3      |
| 3    | Quentin Lafargue    | 2   | 0       | 2      | 4      |
| 4    | Tomáš Bábek         | 1   | 0       | 1      | 2      |
| 4    | Melvin Landerneau   | 1   | 0       | 1      | 2      |
| 6    | Matthijs Büchli     | 1   | 0       | 0      | 1      |
| 6    | Callum Skinner      | 1   | 0       | 0      | 1      |
| 8    | Joachim Eilers      | 0   | 4       | 0      | 4      |
| 9    | Maximilian Dörnbach | 0   | 1       | 2      | 3      |
| 10   | Sam Ligtlee         | 0   | 1       | 1      | 2      |